# Großes Moor (Uchte)
Das Große Moor (auch Uchter Moor beziehungsweise Großes Uchter Moor genannt) ist ein 3.263 ha großes Hochmoorgebiet bei Uchte im Landkreis Nienburg/Weser in Niedersachsen (Deutschland), das seit 2007 unter Naturschutz steht. 
Das Moorgebiet besteht aus teils naturnahen Bereichen, ehemaligem bäuerlichen Torfstichen sowie Hochmoorgrünland. 

## Geographie

### Lage
Das Große Moor liegt im südwestlichen Teil der Norddeutschen Tiefebene unweit westlich von Uchte zwischen Bahrenborstel (7 km entfernt im Norden), Warmsen (5 km im Südosten), Diepenau-Essern (2 km im Südwesten) und Wagenfeld-Ströhen (7 km im Nordwesten).
Einige Kilometer westlich, nordwestlich und nördlich wird das Große Moor von einem Abschnitt der Großen Aue passiert. Bäche, die diesem Fluss zustreben, entwässern das Moorgebiet.

### Aufteilung
Das Große Moor besteht aus diesen Teilmooren: 
- Burgmoor
- Herrenmoor
- Löhmoor

## Geschichte
Um 1700 v. Chr. entstand im nordöstlichen Teil, dem Darlaten-Moor, ein bronzezeitlicher Moorweg aus Erlen- und Eichenstämmen. Über Jahrhunderte wurde im Großen Moor Torf mit der Hand gestochen, der der bäuerlichen Bevölkerung als Brennmaterial diente. Ab den 1920er Jahren setzte Torfabbau im größeren Maßstab ein. Um 1925 gründete der Bremer Kaufmann Werner Most ein Torfabbauunternehmen in Uchte, das Ende der 1990er Jahre seine Produktion einstellte. 1931 gründete die Wintershall AG das Torfwerk Gewerkschaft Uchte - Torfwerke am Fuchsberg bei Darlaten, das bis heute tätig ist. Es betreibt eine Feldbahn im Moor, mit der der abgebaute Torf abtransportiert wird. Das Fabrikgebäude wurde bei einem Brand 1978 zerstört. Ein weiteres heute nicht mehr tätiges Unternehmen war die Torfgesellschaft Essern. 1959 kam es im Großen Moor zu einem Moorbrand. Bis Anfang der 1960er Jahre wurde der Torf mit der Hand gestochen und zu großen Mieten aufgeschichtet.

## Moorbahn
2006 entstand die heimatkundlich und touristisch ausgerichtete Moorbahn Uchte-Essern. Gleichzeitig wurden ein Beobachtungsturm und Informationszentrum mit Café eingerichtet. Die Samtgemeinde Uchte hatte bereits 2001 Gleise eines ehemaligen Torfwerkes erworben. Das rund 10 km lange Streckennetz im Moor ist das längste Netz ähnlicher Bahnen in Niedersachsen. Von April bis Oktober findet ein vom Förderverein organisierter planmäßiger Bahnbetrieb statt.

## Moorleiche
In den Jahren 2000 und 2005 wurde im Großen Moor im Uchter Ortsteil Darlaten bei Torfstecharbeiten die Moorleiche  des Mädchens aus dem Uchter Moor gefunden. Es handelt sich um die sterblichen Überreste eines jugendlichen Mädchens, das in der vorrömischen Eisenzeit etwa um 650 v. Chr. lebte. Es ist der jüngste Fund einer Moorleiche in Deutschland und gleichzeitig die älteste Moorleiche aus Niedersachsen.

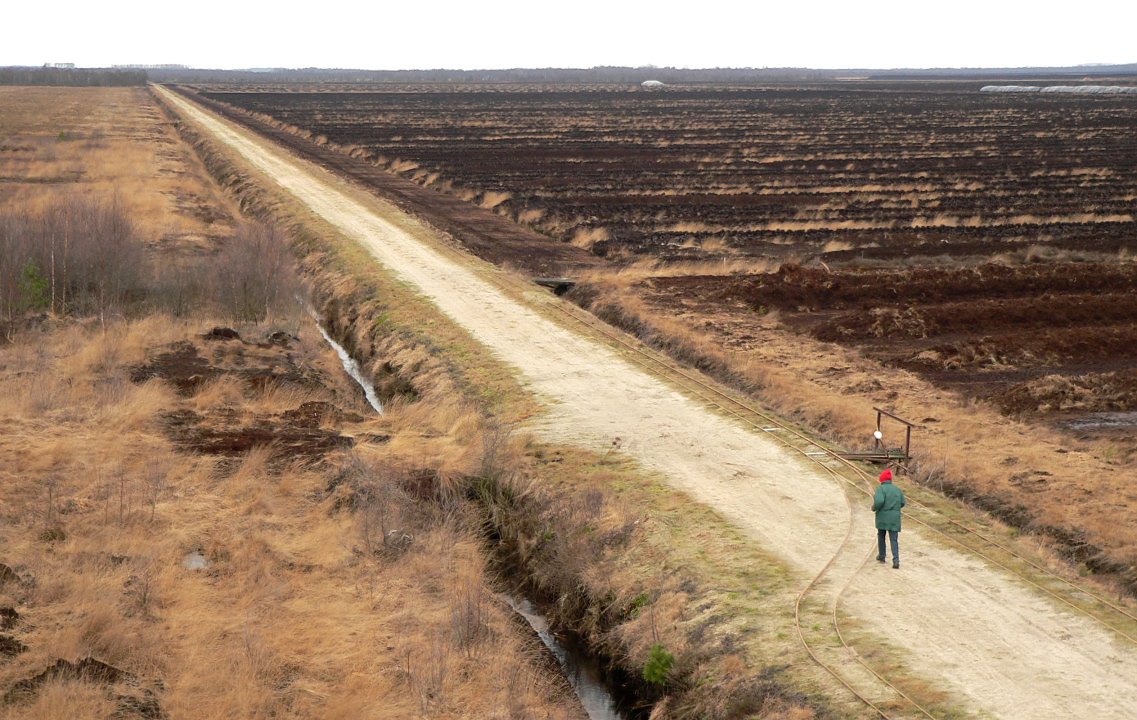
Blick vom Beobachtungsturm ins Moor
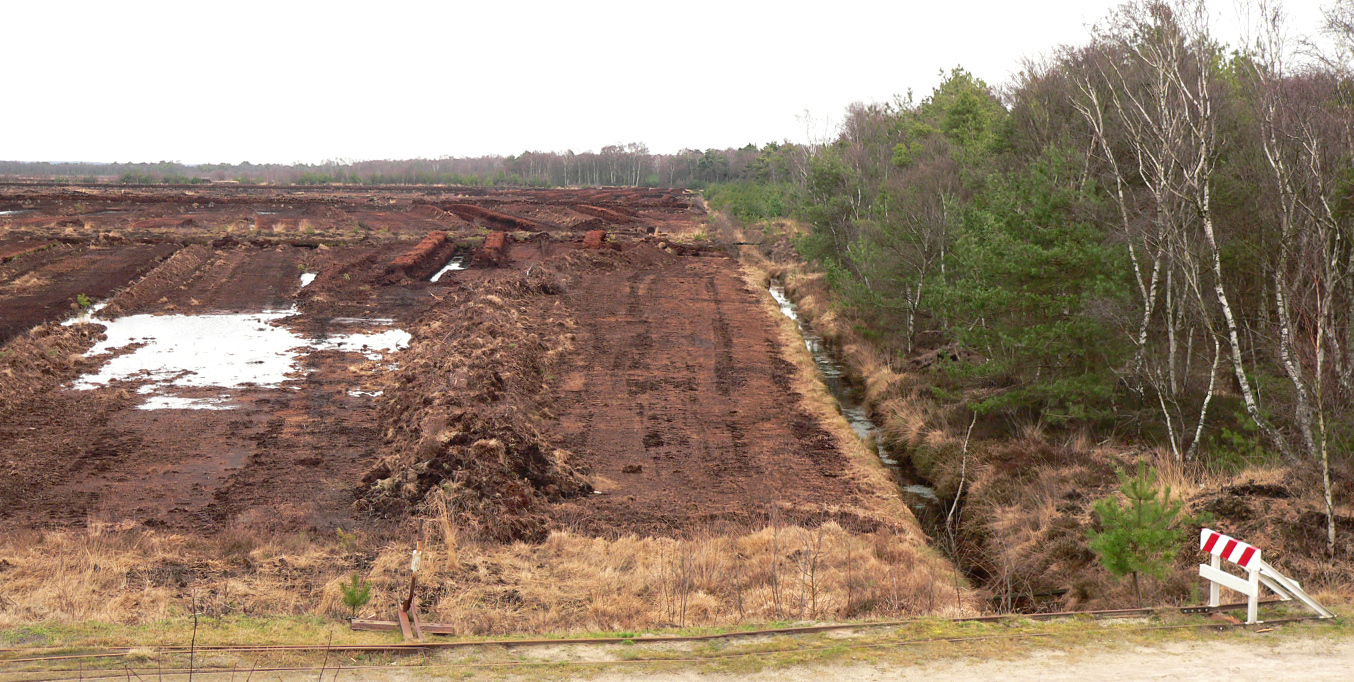
Randbereich des Moores an der Grenze zwischen Torfabbau und Baumbestand, im Vordergrund Gleise der Moorbahn
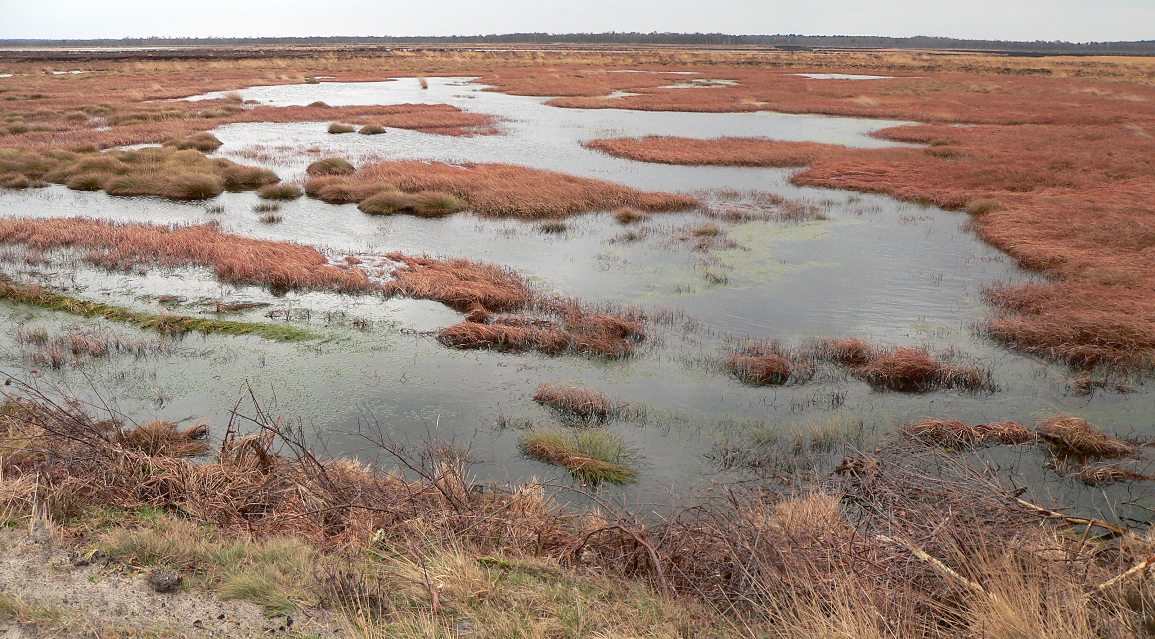
Wiedervernässter Bereich im Zentrum des Moores
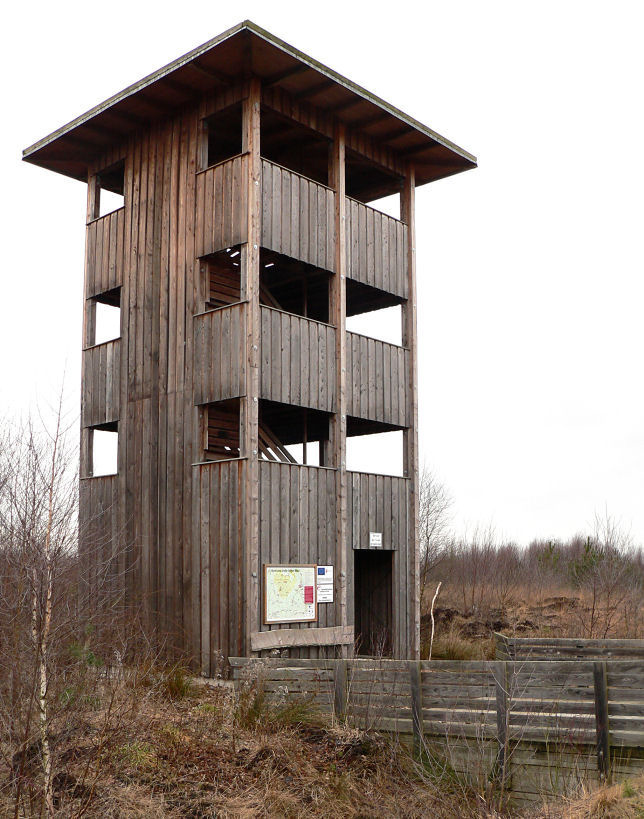
Beobachtungsturm am Rand des Moores
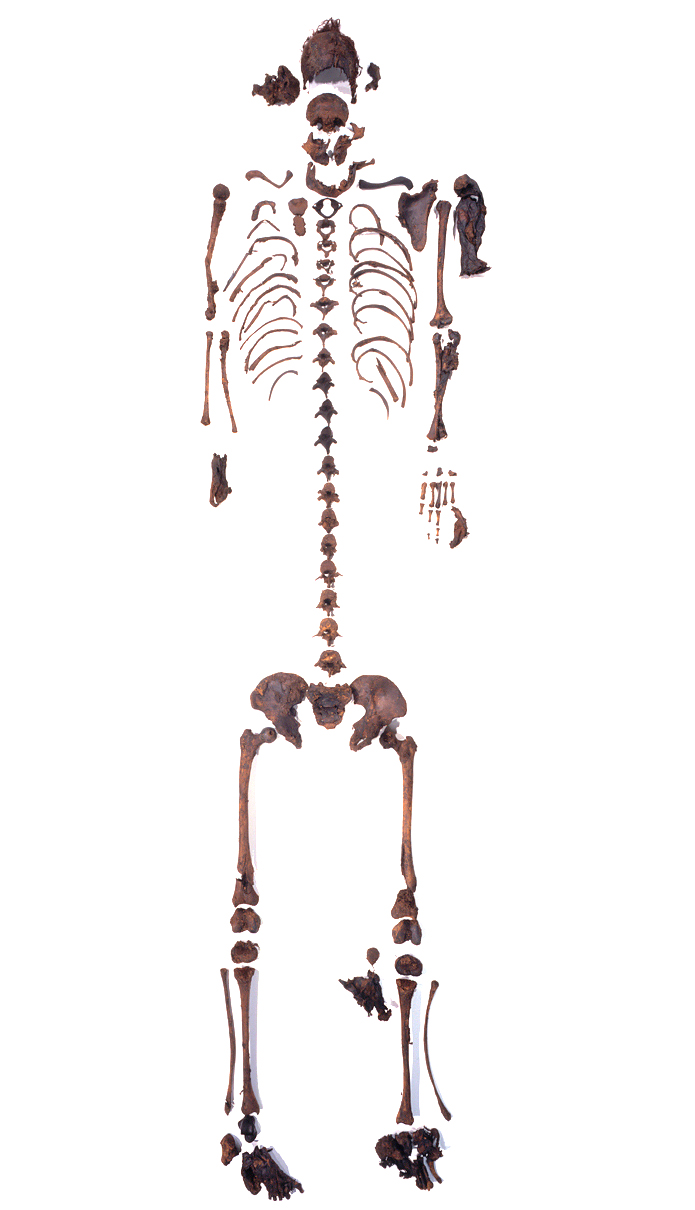
Skelettteile der Moorleiche Mädchen aus dem Uchter Moor